# فرنسيس إدوارد جيلمان
فرنسيس إدوارد جيلمان هو محامي وسياسي كندي، ولد في 11 أبريل 1842، وتوفي في 24 مايو 1917 في ويسماونت في كندا. حزبياً، نشط في حزب كيبيك الليبرالي.